# ハットルフ・アム・ハルツ
ハットルフ・アム・ハルツ (ドイツ語: Hattorf am Harz) は、ドイツ連邦共和国ニーダーザクセン州ゲッティンゲン郡に属す町村（以下、本項では便宜上「町」と記述する）である。エルビンゲローデ、ハットルフ・アム・ハルツ、ヘルデン・アム・ハルツ、ヴルフテン・アム・ハルツで形成されるザムトゲマインデ・ハットルフ・アム・ハルツの本部所在地である。

## 地理

### 位置
ハットルフ・アム・ハルツはハルツ山地の南西端、ローテンベルクの北端に位置している。オーダー川が町内を東西に流れており、北から流れてきたジーバー川がこれに合流している。

## 歴史
この町は、952年にペールデ修道院の文書に初めて記録されている。この文書は、オットー大帝がペールデ修道院参事会に宛てたもので、「Hattorpp 村の第3部分」を寄進するという内容である。神聖ローマ皇帝ロタール3世の死後、1138年にフランケン大公コンラートが新たなローマ王に選出された。これにより、ホーエンシュタウフェン朝が創始された。1157年皇帝フリードリヒ1世バルバロッサは従兄弟のハインリヒ獅子公にアムト・ヘルツベルクおよびヘルツベルク城をレーエンとして与え、これによりハットルフに対するヴェルフ家の領有が始まった。この領主権は1866年まで保持された。その後は、ハットルフ在住の家門であるハットルフ家に引き継がれた。
ハットルフ家に関する詳細は知られていない。ただし、1312年11月29日付のオステローデのヤコービ修道院からグンツェリン・レトガストという名前の騎士に宛てた文書に、ヴェルナー・フォン・ハットルフならびにエックベルト・フォン・ハットルフの兄弟に Viehtrift という名前の草地を1マルクで売却したという内容が記されている。これは、ハットルフ家の地所に草地があったことを示している。この領主家の始祖は同じエックベルト・フォン・ハットルフという名で、1241年に初めて文献に記録されている。彼にはエックベルトとコンラートという2人の息子がおり、1263年と1296年の文書で言及されている。エックベルトは騎士であり、しばしばブラウンシュヴァイク公ハインリヒ1世に関わっている。弟のコンラートは弁護士として、ゲッティンゲン近郊のグローナ城に起居した。コンラートの息子としてコンラート・デア・ユンゲレとエックベルトが記録されている。コンラートは sacerdos（聖職者）の身分、エックベルトは miles（騎士）の身分であった。彼ら2人は1304年と1332年に証人として文書に登場する。この領主の居城は、ペータースベルクと向かい合う高台にあった。ここでは、発掘によって多くの破片やその他の小さな工芸品が出土した。かつての教会台帳にも Pipesburgk という記述があるが、これは古高ドイツ語や英語の to peep、すなわち「こっそり見る」、「監視する」という言葉と関連している。ハルトルフ家の家門はその後数世紀歴史から姿を消し、18世紀から19世紀に再び現れる。
2016年にオステローデ・アム・ハルツ郡とゲッティンゲン郡が合併して以後、ハットルフ・アム・ハルツはゲッティンゲン郡に属した。
ハットルフ周辺には、バルケフェルデ、オイ、ファーレンブローケといった中世の廃村が存在している。

## 住民

### 宗教
ハットルフ住民の多くは福音主義ルター派教会組織に属している。キルヒ通り（教会通り）の聖パンクラティウス教会はこの教会組織に属している。教会の隣には墓地や、グリム兄弟広場幼稚園がある。この教会組織はヘルツベルク教会クライスに属す。
カトリックの聖ヒルデガルト教会は、ビンゲンのヒルデガルトにちなんで名付けられた。1945/46年にカトリックの難民や追放された人々がハットルフやその周辺地域に流入した。この教会のための定礎は、1958年10月12日にローテンベルガー通りで行われた。この教会は、1959年9月12日に司教ハインリヒ・マリア・ヤンセンによって聖別された。2006年11月1日からこの教会はヘルツベルクの聖ヨーゼフ教会に属しており、ハットルフ・アム・ハルツ教会組織はこのために廃止された。

## 行政

### 議会
ハットルフ・アム・ハルツの町議会は15議席で構成される。

### 紋章
ハットルフの紋章は1952年に制作された。これは、紋章の下に生活や経済構造が一体化されることを意図して、千年祭の機会に新しい紋章がデザインされた。厳格な紋章学のルールによれば許可された様式や配色だけが使用できる。許可された色は赤、青、緑、黒および2つの「金属色」金と銀（黄色と白で代用）である。新しい紋章の制作にあたって新しいデザイン案を募るため、賞金付きの公募がなされた。しかし、わずかな成果しかなかったため、この町の議会はアルフェルトの歴史家を訪ね、以下の最終的な紋章の構成要素を選出し、現在の紋章を作成した。
- 経済を象徴する「歯車」
- 農業を象徴する「穂」
- 周辺の自然を象徴する赤い「アカトビ」

### 姉妹自治体
- アステン（オランダ語版、英語版）（オランダ、北ブラバント州）

## 文化と見所

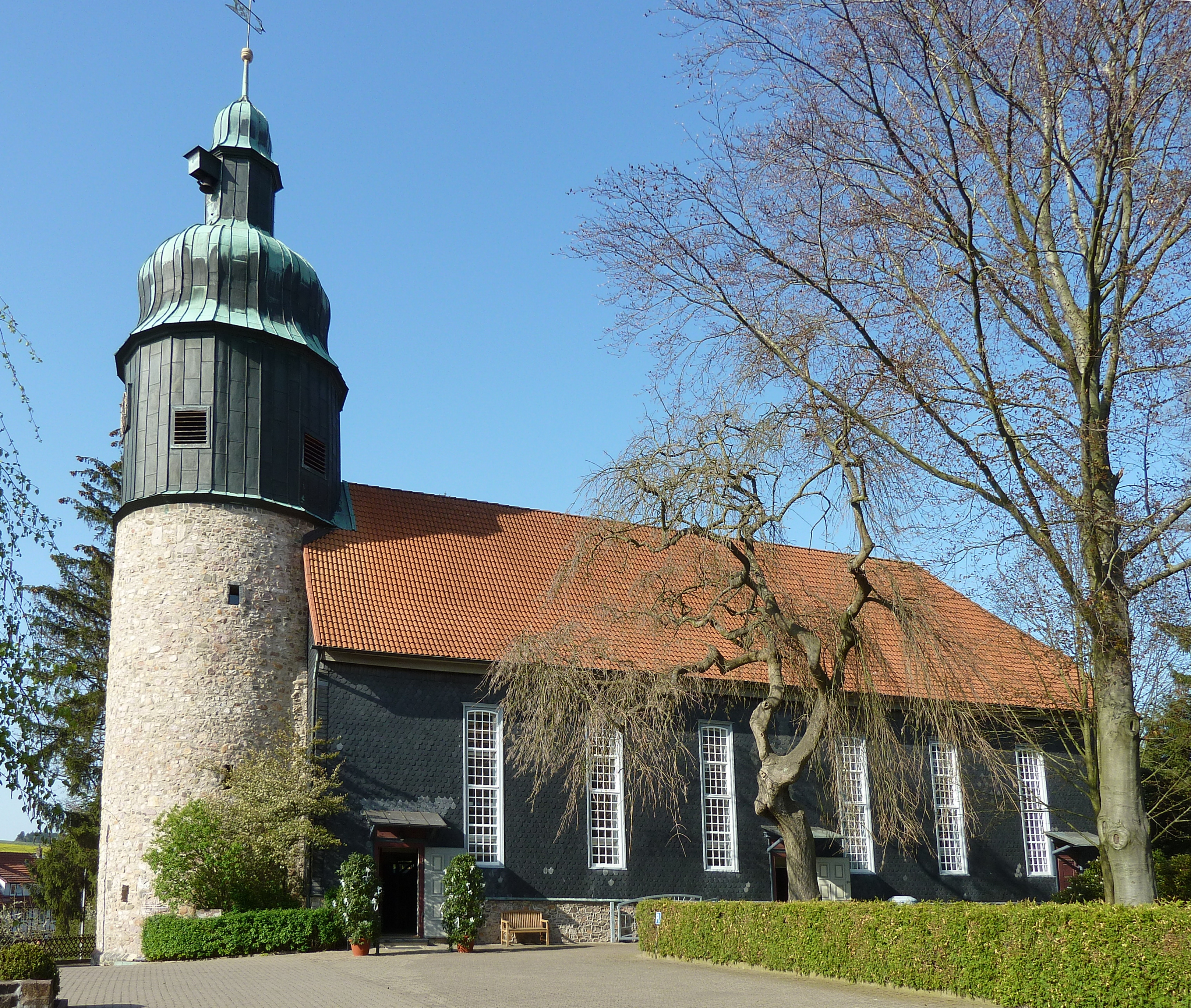
聖パンクラティウス教会

### ハットルフの教会
直径 7 メートル、高さ 10.5 メートルのハットルフの教会塔は、おそらく高い確率で、13世紀から14世紀に存在し Pipesborg という名称で記述されているハットルフ家のかつての城砦の遺構であると推測されている。ジーバー川がオーダー川に合流する河口付近の Spornanlage も古い城砦のものである。教会塔は、堅牢な円形の建物である。壁は、厚さが最大 1.5 メートルあり、粗い砕石で造られている。また、かつての狭間を思わせる採光スリットが設けられている。教会堂は木組み建築でこの塔に増設されており、スレート板が掛けられている。この建物は1755年から1756年に建設された。この先代の教会堂は15世紀に建設された。

### ヴィルヘルム＝ブッシュ記念の場所
ヴィルヘルム＝ブッシュ記念の場所は、詩人でデザイナーのヴィルヘルム・ブッシュ（1832年 - 1908年）を記念したものである。

## 経済と社会資本

### 交通
ハットルフ・アム・ハルツは、連邦道 B27号線のすぐ近くに位置している。この連邦道はゲッティンゲンからブラウンラーゲ方面へ伸びている。ハットルフは連邦道 B243号線で行くこともできる。さらにハットルフは鉄道南ハルツ線ゲッティンゲン（あるいはノルトハイム） - ノルトハウゼン線に面しており、その駅がある。